# Карл Фруде Тилер
Карл Фруде Тилер (на норвежки: Carl Frode Tiller) е норвежки историк, музикант, драматург и писател на произведения в жанра драма и документалистика. Пише на нюношк (новонорвежки език).

## Биография и творчество
Карл Фруде Тилер е роден на 4 януари 1970 г. в Намсос, Норвегия. Получава магистърска степен по история и свири в рок група „Kong Ler“.
Първият му роман „Склонът“ е издаден през 2001 г. Главният герой, е настанен в психиатрична клиника и за терапия пише този роман изповед. Отрастването му в дом на алкохолик и тормоза от съучениците си, пречупват съзнанието му и мислите му и го водят към насилие. Романът получава няколко награди – наградата за дебют „Таряй Весос“, стипендия за дебют, наградата на слушателите на радио P2 и наградата „Сънморс“. През 2006 г. „Склонът“ е класиран сред 25-те най-важни норвежки романи за последните 25 години в престижна класация на ежедневника „Dagbladet“.
Големият му пробив идва през 2007 г. с романа „Обкръжение“ от едноименната поредица. Главният герой, Давид от Намсос, е изгубил паметта си, заради което неговият психолог публикува обява със снимката му за помощ. На нея се отзовават приятели от младежките му години и вторият му баща, които предават откъслечните си спомени. Книгата също печели редица награди – наградата „Браги“, наградата на норвежката критика, наградата „Глад“ и наградата за литература на Европейския съюз за 2009 г.
Считан е за един от най-значимите съвременни норвежки писатели, заради разпознаваемостта на романите му, умениено му за изграждане на ярки, сложни образи, чиито съдби често изглеждат обречени заради неспособноста им да се измъкнат от саморазрушителното си поведение, което бележи и взаимоотношенията им с околните.
Той е автор и на няколко пиеси, и кратки разкази за различни списания и вестници.
Карл Фруде Тилер живее в Тронхайм.

## Произведения

### Самостоятелни романи
- Skråninga (2001) – награда „Таряй Весос“[1]
Склонът, изд. „Авангард принт“ Русе (2015), прев. Румяна Сиромахова
- Bipersonar (2003)
- Begynnelser (2017)
- Flukt (2021)

### Серия „Обкръжение“ (Innsirkling)
1. Innsirkling (2007) – награда „Браги“, награда за литература на ЕС[1]
Обкръжение, изд. „Авангард принт“ Русе (2012), прев. Румяна Сиромахова
2. Innsirkling 2 (2010)
3. Innsirkling 3 (2014)

### Пиеси
- Skråninga () – драматизация на романа
- Portrett av ein varulv (2011)
- Kven er redd? (2015)
- Begynnelser (2016)

### Документалистика
- Folkehelsa (2007)